# 人人皆王 (歌曲)

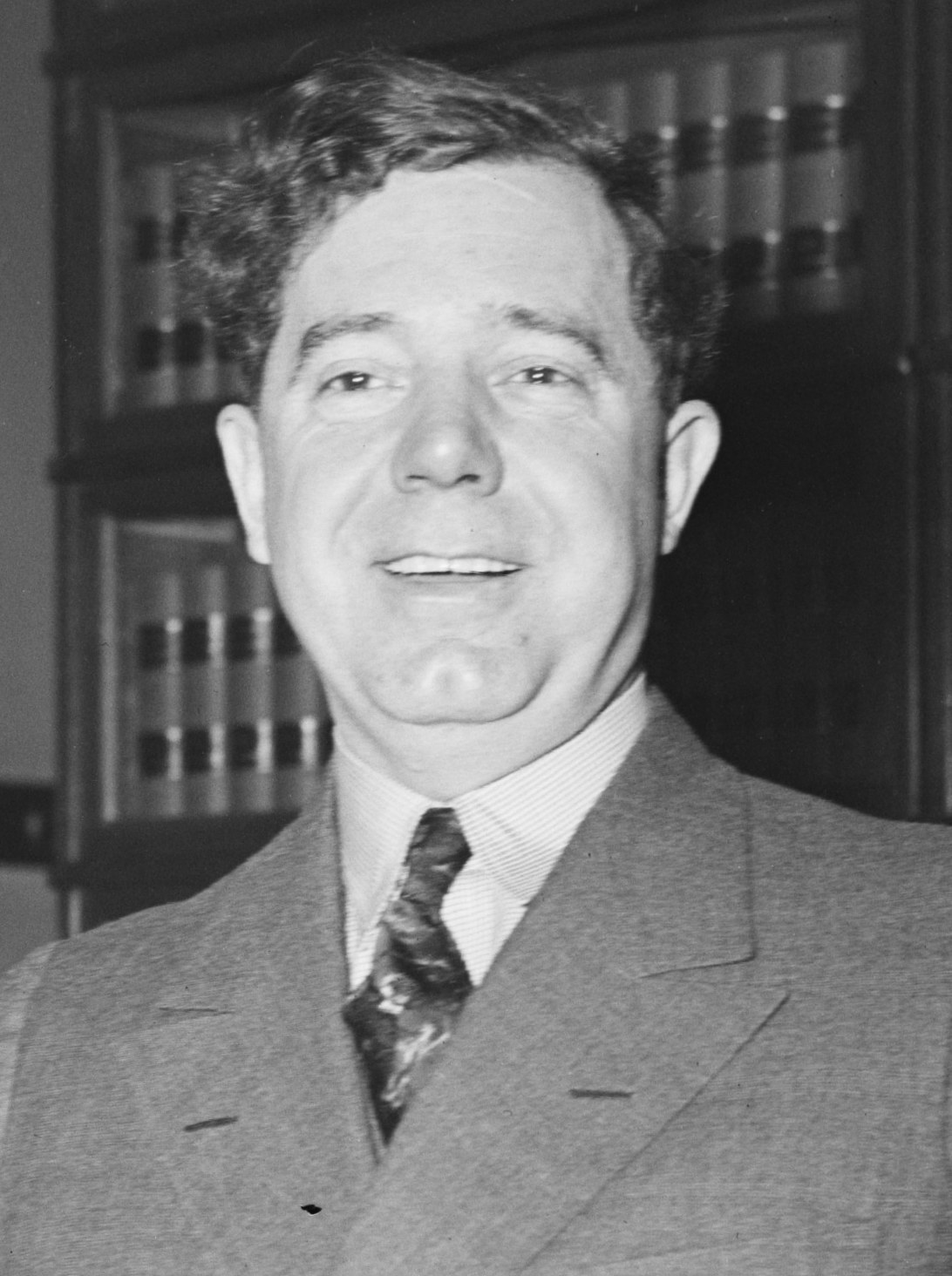
的作詞人休伊·皮尔斯·朗是美国路易斯安那州州長、聯邦參議員

人人皆王是由休伊·皮尔斯·朗與卡斯特羅·卡拉索於1935年共同創作的歌曲，由休伊·朗作詞，卡斯特羅·卡拉索作曲。「人人皆王」是作詞人休伊·朗為人所著稱的口號，而歌曲中的歌詞也主要是在宣傳休伊·朗在大萧条期間推行的分享财富計劃。

## 作曲人與作詞人
休伊·皮尔斯·朗是美国路易斯安那州州長、聯邦參議員。卡斯特羅·卡拉索是路易斯安那州立大學樂隊指揮，此前曾任新奥尔良羅斯福酒店樂團指揮，後由休伊·朗親自挖角到路易斯安那州立大學。歌曲於1935年創作，由休伊·朗作詞，卡斯特羅·卡拉索作曲。

## 歌名與歌詞
“人人皆無冕之王”（Every man a king, but no one wears a crown）一句本為民主黨總統候選人威廉·詹宁斯·布莱恩之語，而休伊·朗以“人人皆王”的口號著稱。“人人皆王”一名除了是休伊·朗1933年的自傳之名外，也同時是大萧条期間其推行的分享财富計劃的口號。歌詞主要是在宣傳休伊·朗的分享財富計劃，其中包含“為所有人提供城堡、衣服和食物，這一切都屬於你”（With castles and clothing and food for all, all belongs to you）一句。

## 翻唱
歌曲先後由路易斯安那男孩（Louisiana Boys）於1935年1月與路易斯安那漫步者（Louisiana Ramblers）於同年10月休伊·朗遇刺身亡幾星期後翻唱。創作歌手蘭迪·紐曼在其1974年的專輯《好老男孩》中亦翻唱了此歌曲。

## 外部連結
- 杜蘭大學數碼圖書館中的《人人皆王》樂譜 （页面存档备份，存于）